# سیلوار
سیلوار، روستایی از توابع بخش مرکزی شهرستان همدان در استان همدان ایران است. این روستا در نزدیکی دره مرادبیگ همدان واقع شده است که محیط پیرامون آن سرتاسر باغات گیلاس و آلبالو و … است. این روستا یک استادیوم فوتبال دارد و یک قلعهٔ بسیار قدیمی که در گذشته به دلیل وجود این قلعه به این روستا قلعه می‌گفتند. این روستا ۲۸۲ نفر جمعیت دارد.

## زبان
بر پایه ایران اطلس عمده مردم به زبان لری سخن می گویند.

## جمعیت
این روستا در دهستان دره مرادبیگ قرار دارد و براساس سرشماری مرکز آمار ایران در سال ۱۳۹۵، جمعیت آن ۲۸۲ نفر (۹۸خانوار) بوده است.